# Phèdre (Platon)
Pour les articles homonymes, voir Phèdre.
Phèdre est une œuvre de Platon qui appartient au genre littéraire du dialogue socratique. Il est considéré comme l'un des derniers dialogues de la période de maturité de Platon. Le Phèdre aurait été rédigé après Le Banquet et La République. Il met en scène Socrate et l’Athénien Phèdre qui débattent des thèmes de la beauté et de l'Amour, en liaison avec la dialectique et la rhétorique.
Étant donné que le Phèdre traite de l’Amour, des réalités idéales du monde supracéleste et de l’eschatologie, il constitue aussi une introduction aux dialogues métaphysiques de Platon. Cette diversité de sujets revêt une grande variété de formes : la question de la mort, de l'amour, de la rhétorique et de l'écriture sont abordées sous forme de dialogues, de discours, de descriptions, de mythes et de prières aux divinités.

## Authenticité et date de composition
L’authenticité du Phèdre est garantie par plusieurs références aristotéliciennes et par la tradition unanime de l’Antiquité, et n’a pas besoin d’être discutée.
 

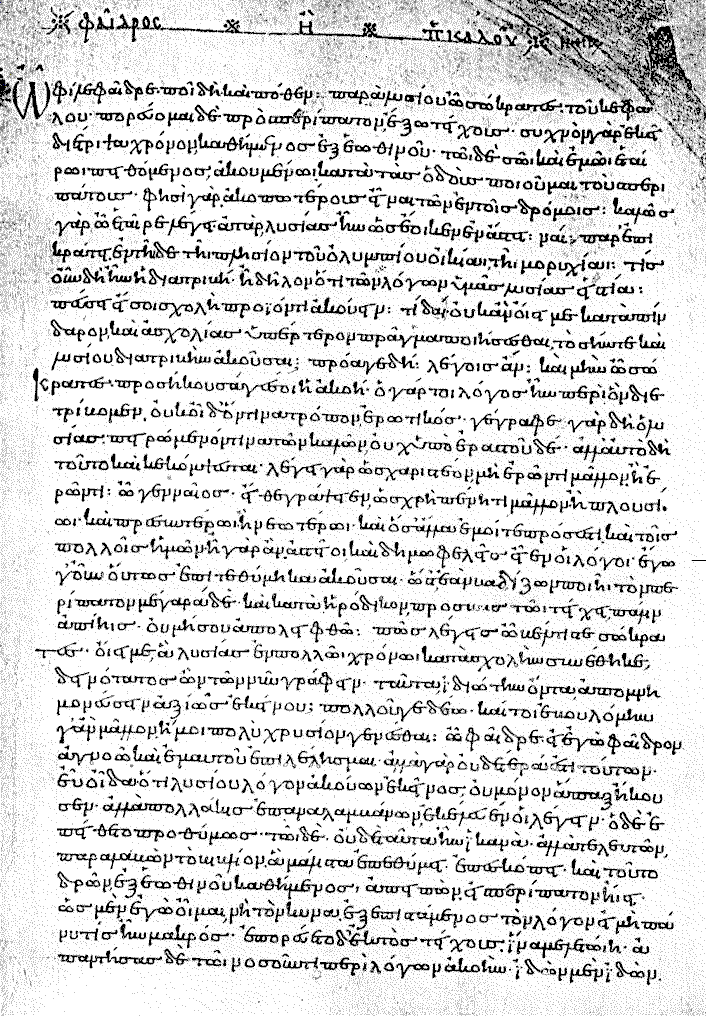
Début du Phèdre de Platon sur le parchemin Codex Clarkianus 39. Bibliothèque Bodléienne.

Concernant sa date de composition, selon Athénée, il est impossible que le Phèdre ait été contemporain de Socrate. Certains critiques anciens d’époque tardive (Diogène Laërce, Hermias et Olympiodore le Jeune) ont prétendu que ce magnifique dialogue était le premier ouvrage de Platon, ce que l’étude comparative, à la fois stylistique, épistémologique et thématique, des différents dialogues ne permet pas d’admettre. Wilamowitz et Léon Robin placent sa composition après celle du Banquet et de La République, et proche du Théétète. En effet, Platon y expose toute sa doctrine, la théorie de l'amour comme lien du sensible avec l’intelligible, la méthode de la dialectique et le système des Idées. On reconnaît aussi dans ce système si riche, les idées rapportées de ses voyages en Égypte : la preuve de l'immortalité de l'âme, les migrations des âmes, et les idées pythagoriciennes comme la supériorité de l'enseignement oral. Le personnage de Phèdre, au début du Banquet se plaint que ni poètes ni sophistes n'aient fait l'apologie de l'Amour : « N'est-il pas étrange, que nombre d'autres dieux aient été célébrés par les poètes dans des hymnes et des péans, et qu'en l'honneur d’Éros,… pas un parmi tant de poètes n'ait jamais composé aucun éloge ? ». Si le Phèdre, où l'amour est célébré, avait paru avant le Banquet, cette plainte serait inexplicable. D'autre part, l'étonnement que marque Glaucon dans le Livre X de La République, quand Socrate avance que l'âme est immortelle, suppose que ni le Phédon, ni le Phèdre n'avaient encore paru. On est ainsi amené à placer la composition du Phèdre dans la période qui précède le printemps 366 av. J.-C., avant le départ de Platon pour la Sicile, toute tentative pour préciser davantage étant arbitraire.

## Personnages
Le dialogue ne met en scène que deux personnages, Socrate et Phèdre. De façon insolite, Socrate est transformé en amateur passionné et même maladivement épris de discours (228 b-c) et lui-même est ici auteur de discours de longue haleine. 

Phèdre, fils de Pythoclès du dème de Myrrhinonte, est un Athénien, brillant et riche. Selon Luc Brisson, il a certainement été impliqué dans l'affaire des hermocopides. Il apparaît comme un fervent partisan des sophistes, et la naïveté de ses enthousiasmes l’empêche de communier avec la pensée de Socrate, malgré son honnête sincérité ; aussi Socrate se croit-il autorisé à le traiter comme « un grand enfant ».
D’un bout à l’autre du dialogue, leurs relations prennent l’allure d’une espèce de badinage amoureux, particulièrement perceptible en 236 c-d ; l’intime association des thèmes de l’amour et de la rhétorique explique en effet que Socrate et Phèdre jouent respectivement le rôle de l’amant et de l’aimé l’un par rapport à l’autre. Phèdre à son tour apparaît comme un « amoureux de Lysias » (ὁ ἐραστὴς ὃδε αὐτοῦ, 257 b). La fréquence des images et des métaphores assimilant les discours à de « beaux enfants » suggère aussi la dimension érotique de la rhétorique. La rencontre entre Socrate et Phèdre, et le dialogue tout entier prennent donc l’aspect d’une expérience et d’une initiation amoureuse.

## Le problème de l’unité du dialogue
L'unité du Phèdre a pu paraître difficile à cerner dès l’Antiquité, aux yeux de certains critiques anciens comme Dicéarque, Denys d'Halicarnasse, ou Hermias. Dans ce dialogue s'entrecroisent en effet, tour à tour, les questions de l'Amour, du Beau, de l'âme, de la folie inspirée par les dieux, de la rhétorique et de la composition des discours, de la dialectique et de l'écriture. Ces profondes questions, loin de faire l’objet d’un exposé dogmatique, sont en outre traitées à travers trois mythes, sous la séduction desquels Platon a enfermé un corps de vérité substantielle. Au XVIe siècle, Montaigne ne voit dans ce dialogue qu’« une fantastique bigarrure », partagée pour moitié entre « le devant à l’amour, tout le bas à la rhétorique » . De nos jours encore, la question de l’unité du Phèdre continue à être débattue, avec les études de Friedrich Schleiermacher, Léon Robin, Luc Brisson, et Jacques Derrida, entre autres. 

Si l’on veut savoir à quoi s'en tenir sur une question aussi controversée, il est indispensable de déterminer avec précision les articulations essentielles de la structure du Phèdre. C’est ce que fait Léon Robin qui, analysant point par point chacun des thèmes et leurs multiples connexions, reconnaît finalement la profonde unité organique de ce dialogue. L’unité de la composition ne peut en effet être mise en doute, et il ne faut pas chercher ici la symétrie factice d’un plan conventionnel. Conformément à la remarque de Socrate en 264 c, Platon indique que « tout discours doit être composé comme un être vivant : avoir un corps de façon à n’être ni sans tête ni sans pieds, mais à avoir un milieu en même temps que deux bouts, qui aient été écrits de façon à convenir entre eux et au tout. » Or, le thème général du Phèdre est bien celui de la rhétorique,  art oratoire à des fins de persuasion, entremêlé avec le motif dominant de l’amour. D’autres motifs interfèrent avec celui-là : le thème du délire divin et celui de l’âme qui fournit une subtile variation au thème de l’amour. Entre ces deux thèmes d’éros et logos, existe une articulation : 

« Les deux grands volets du dialogue en diptyque pivotent autour d’un axe central constitué par les conditions d’accès à la vérité : d’un côté, l’amour, forme purifiée du désir du beau, voie royale vers la saisie des essences, de l’autre la rhétorique, chemin sans débouché, borné à la vraisemblance, et art ridicule (262 c). »

 Or, dit Socrate, « est-ce que, somme toute, l’art oratoire ne serait pas une psychagogie, une façon de mener les âmes par l’entremise des discours ? » (261 a). Il faut entendre ici le terme grec de logos dans son sens large, comme « toute espèce de discours, écrit ou oral », discours d’éloquence judiciaire et politique, et discours tenu dans les réunions privées. C’est sur cette notion de psychagogie que se réalise, selon bon nombre de commentateurs, l’unité du Phèdre, car 

« Platon a voulu envelopper la rhétorique dans l’amour et en retour, déduire de la psychagogie érotique, une psychagogie rhétorique […] L’action d’une âme sur une autre fait littéralement l’unité du diptyque qu’est le Phèdre. »

 Ainsi donc, « l’unité psychagogique est absolument primordiale, Platon conservant la psychagogie dans le politique, jusqu’à l’éclatement mutuel de la métaphysique et du politique. ». Au total, l'exposé de l'immortalité de l'âme, la vie de l'âme avec les dieux, les migrations qu'elle subit, à l'origine du sentiment amoureux, de la perception de la destinée et de la vérité, constitue à la fois le point d'orgue du dialogue et donne les clés et le fondement d'une conduite philosophique.

## Première partie: rhétorique et amour

### Discours de Lysias: amant sans amour et aimé

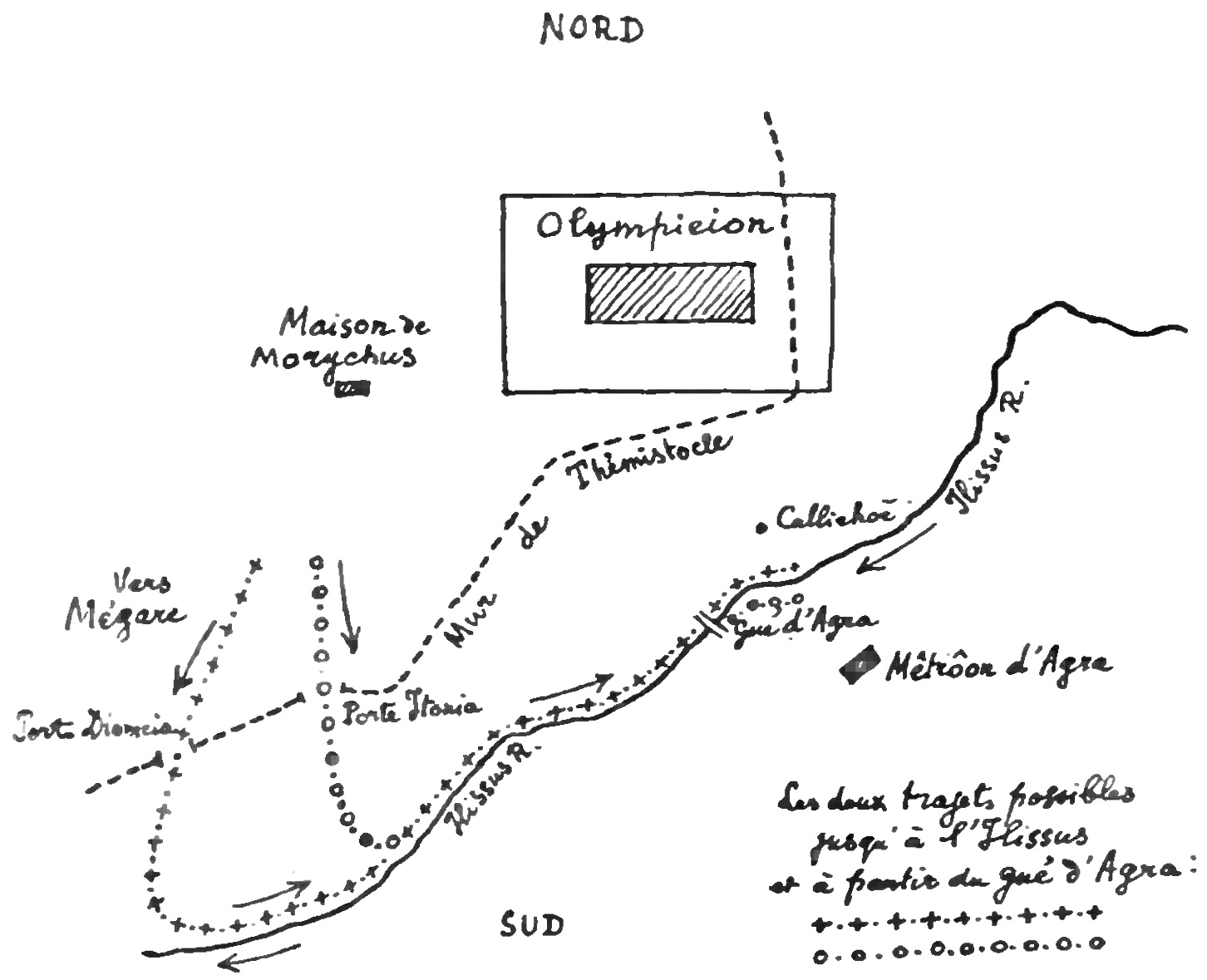
Les deux trajets possibles empruntés par Socrate et Phèdre jusqu’à l’Ilissós.

Après avoir passé la matinée à écouter les beaux discours du rhéteur Lysias, Phèdre rencontre Socrate près du mur de Thémistocle et lui fait part de son admiration pour ce rhéteur. Les deux Athéniens, après être sortis de la ville, se promènent tout en méditant les belles paroles de Lysias. Dès le départ, le grand philosophe Socrate s’avoue incapable de résister au charme qu’exercent sur lui les discours. De son côté, Phèdre est conscient du pouvoir que le discours de Lysias lui confère. Durant les premières pages du dialogue, un subtil jeu de persuasion et de séduction s’installe entre les deux hommes. Phèdre taquine Socrate et lui cache le papyrus contenant le discours de Lysias. Phèdre est si émerveillé par l’art de Lysias, que Socrate désire de plus en plus connaître la teneur du discours. Recherchant alors un lieu agréable pour lire et discuter du discours, les deux personnages se dirigent vers les rives de l’Ilissós et prennent place près d’un gattilier en fleurs, à l’ombre d’un platane.
Phèdre lit le discours de Lysias, sur le thème sophistique de l’amour sans amour. Lysias démontre subtilement ce paradoxe : il vaut mieux choisir pour amant celui qui ne vous aime pas plutôt que celui qui vous aime. Le véritable amant, l’amant passionné, n’aura en effet plus de reconnaissance pour l’être aimé quand son ardeur sera éteinte, alors que celui qui n’aime pas, l’amant non passionné, conduira la relation de la façon la plus utile pour lui et pour l’être aimé. L’éloquence du rhéteur a jeté Phèdre « dans un délire corybantique », mais Socrate le raille et avoue que « seule, la rhétorique du morceau avait attiré son attention. » C’est dire qu’à moins de changer le fond, aucune innovation n’est possible ; mais Phèdre n’a pas compris.

### Premier discours de Socrate: portrait de l’amant passionné et rusé
Socrate est donc contraint, à sa honte, de garder le thème de Lysias, mais en lui apportant subrepticement une modification importante : il tiendra le discours d’un amoureux rusé qui feint de n’avoir pas d’amour (237 b), et refusera à la fin de plaider la cause de celui qui n’aime pas (241 e). C’est donc la nature d’Éros qui seule intéresse Socrate, et non la question futile de savoir à qui l’on doit accorder ses faveurs. Il admire, avec une ironie socratique évidente, l’analyse raffinée de Lysias, mais pense qu’il n’a pas saisi l’essence de l’amour. Socrate part donc d’une définition de l’amour que Lysias admet comme connue : l’amour est essentiellement désir. Cependant, selon Socrate, il y a deux formes de désir : le désir comme appétit irréfléchi et instinctif du plaisir qui gouverne (l’amour en tant que forme particulière de la sensualité) et le désir, acquisition de la réflexion raisonnante, qui tend au meilleur (le Bien, le Beau). Le premier, lorsqu’il l’emporte, est démesure, hybris, et le second, lorsqu’il y a réflexion raisonnante et modération, est tempérance, sophrosynè (237 d-238 a). L’homme gouverné par le plaisir se fait l’esclave de la jouissance : c’est un malade, jaloux, odieux et quand il a cessé d’aimer, il est sans foi. Un amour qui n’est pas un élan de l’âme par delà l’objet immédiat du désir, ne peut donc être que la convoitise d’une chose.

### Second discours de Socrate: éloge de l’Amour
Or, entendant la voix de son démon, Socrate comprend qu’il allait commettre un péché contre la divinité s’il avait fait l’éloge de celui qui n’aime pas : il ressent dès lors la nécessité de se purifier par une palinodie expiatoire ou rétractation, car « Éros est réellement un dieu ou bien quelque chose de divin » ; or l’amour dont les deux discours viennent de parler est un amour de gens vulgaires, sans noblesse, et non pas d’hommes libres (243 c).   
Les activités supérieures de l’homme participent toutes, selon Socrate, d’une «mania» , folie d’origine divine. Pour Platon, il faut distinguer quatre espèces de folie d’origine divine (244 a) : la folie divinatoire ou mantique, don d'Apollon, la folie initiatique ou télestique, don de Dionysos, la folie poétique, don des Muses, et enfin la folie amoureuse ou érotique, don d'Éros et d’Aphrodite. Pour Socrate, c’est cette dernière qui est la meilleure. Or, l’amour inspiré des dieux, l’amour philosophique, est celui qui confère « le suprême bonheur » (245 b). Pour comprendre l’âme amoureuse, éveillée au vrai et au bien par le beau, il faut donc connaître ses états et ses actes (245 c). 

#### Le mythe de l’attelage ailé et l’eschatologie
Ce qui est appelé vivant, c'est l'ensemble d'une âme et d'un corps fixé à elle (246 c). Comme tout ce qui possède en soi-même le principe de son mouvement, l’âme est immortelle. Au contraire, ce qui est mû de l’extérieur périra dès que la source extérieure de vie sera tarie. Si l’âme est le « siège des passions », elle n’en est pas moins, dans le corps mortel, comme dans une prison ou un tombeau. Faute de pouvoir élaborer une conception rationnellement fondée de la nature de l’âme humaine, il est possible de faire comprendre ce qu’elle est en recourant au mythe d’un attelage ailé. Platon introduit ici une différence entre l’âme des dieux et l’âme humaine :
« Comparons l'âme aux forces réunies d'un attelage ailé et d'un cocher. Les coursiers et les cochers des dieux sont tous excellents et d'une excellente origine ; mais les autres sont bien mélangés. Chez nous autres hommes, par exemple, le cocher dirige l'attelage, mais des coursiers, l'un est beau et bon et d'une origine excellente, l'autre est d'une origine et d’une nature bien différentes : il s’ensuit que chez nous l'attelage est pénible et difficile à guider (246 a-b).  »
L’âme est comparable à un attelage céleste pourvu d'ailes : le cocher symbolise la raison qui gouverne, et l’attelage est tiré par deux chevaux. La mission de cet attelage est de s’élancer vers le lieu supracéleste, « la Plaine de Vérité », pour contempler la beauté des réalités idéales, la Justice en soi, la Sagesse et le Savoir dont les objets sont des réalités éternelles, immuables et intangibles (247 b-c). Car la Vérité est la seule nourriture appropriée de l’âme, et celle qui n’a pas été initiée à la contemplation des réalités supracélestes n’a pour nourriture que l’opinion et l’apparence (248 b). Les attelages des dieux sont équilibrés et faciles à conduire, si bien qu’ils sont portés aisément au sommet de la voûte céleste dans un mouvement ascensionnel uniforme. Pour l’âme humaine, en revanche, ce mouvement devient difficile parce que l’attelage est mal apparié. La rétivité et le mauvais caractère de l’un des deux chevaux rompt l’harmonie et contrarie la bonne marche de l’attelage : l’un, noble et obéissant, au pelage blanc, aspire au ciel et représente le cœur (253 d) ; l’autre, noir, massif et à l’encolure épaisse (253 e), est attiré par la terre et représente la partie désirante de l’âme. Trop occupées à tenter de rétablir la discipline de leurs chevaux, les âmes humaines connaissent une situation dramatique : les unes n’acquièrent, par intermittence, qu’une vision partielle et fugace des réalités idéales, tandis que d’autres, incapables de s’initier à la contemplation du monde des Idées, retombent sur la terre. Ainsi, les âmes s’incarnent dans un corps d’homme « selon une hiérarchie sociale proportionnée au degré de vision qu’elles ont obtenu des Idées. »
Ainsi, nous connaissons l’essence des réalités, parce que, dans une vie antérieure, notre âme a contemplé cette réalité véritable, et maintenant, une fois incarnée dans un corps, elle se souvient de ces essences en voyant des imitations des réalités. Néanmoins, l’âme est brouillée par le corps ; le corps est un brouillard qui empêche l’âme de percevoir avec netteté le ciel des Idées. Le travail de l’âme consiste dès lors à écarter les barreaux de la chair que le corps ne cesse d’interposer entre elle et les Idées : c’est le phénomène d’anamnésis. Toute connaissance est une réminiscence, ou encore une conversion par laquelle l’âme réoriente son regard vers les réalités véritables. Connaître, c’est toujours reconnaître ce qu’on avait vu dans une vie antérieure.
Après avoir exposé ce mythe, argument illustratif et non démonstratif, Socrate mène une analyse détaillée de l’Amour. L’amant loyal tend à se rapprocher de l’idée absolue de beauté à travers l’être aimé, et cherche en lui des caractéristiques reflétant le Dieu qu'il honore ; il y a dans sa passion quelque chose de divin : son amour est exempt de « jalousie et de mesquine malveillance » (253 b), accompagné du « plaisir le plus délicieux » (251 e), dévoué et payé de retour (255 a), et fidèle (256 d). Si l’amant ne recherche que cette idée pure, son amour devient un effort continuel de dépassement de lui-même. Cette contemplation l’élève, en même temps que l’être aimé, vers l’éternel. Si en revanche tous deux assouvissent leur désir charnel, l'élévation arrivera plus tard. Elle se fera néanmoins, car « ce n’est pas dans les ténèbres et sous la terre que la Loi envoie ceux qui ont déjà commencé le voyage infra-céleste ; au contraire, elle leur assure une vie brillante et pleine de bonheur, et lorsqu’ils reçoivent leurs ailes, ils les reçoivent en même temps, à cause de l’amour qui les a unis (256 d-e). »

### Psychagogie
Platon conçoit que la rhétorique est une « psychagogie » (261 a-271 c), c'est-à-dire qu'elle est essentiellement fondée sur la connaissance de l'âme, signifiant littéralement « formation des âmes par la parole ». La philosophie est un savoir mis sous la tutelle d’Éros (265).

### Rhétorique, critique de l’écriture et enseignement oral
Platon invoque le mythe de l’invention de l’écriture par le dieu égyptien Thot (274 d). Ce mythe symbolise une idée : l’écrit tue dans la pensée l’activité vivante de la mémoire ; il supplée artificiellement à sa paresse ou à ses défaillances ; c’est un secours étranger qui nous déshabitue de l’effort intérieur. Il insiste donc sur la menace que représente l’écrit pour la pratique philosophique, mais aussi pour l’enseignement, puisqu’il tombe à l’aventure en n’importe quelles mains : « Bien loin de servir le progrès de l’instruction, l’écrit engendre l’illusion orgueilleuse d’un savoir dépourvu de critique et trop facilement acquis pour être solidement fondé », écrit Léon Robin. C'est une condamnation de l’écriture, nette et sans ambiguïté. Platon rejette toute prétention de l’écriture à donner accès à une vérité, qualité réservée au dialogue plus adéquat à la manifestation de la vérité.  

« [L'écriture] ne produira que l’oubli dans l’esprit de ceux qui apprennent, en leur faisant négliger la mémoire. En effet, ils laisseront à ces caractères étrangers le soin de leur rappeler ce qu’ils auront confié à l’écriture, et n’en garderont eux-mêmes aucun souvenir. Tu [Thot] n’as donc point trouvé un moyen pour la mémoire, mais pour la simple réminiscence, et tu n’offres à tes disciples que le nom de la science sans la réalité ; car, lorsqu’ils auront lu beaucoup de choses sans maîtres, ils se croiront de nombreuses connaissances, tout ignorants qu’ils seront pour la plupart, et la fausse opinion qu’ils auront de leur science les rendra insupportables dans le commerce de la vie »

— Phèdre, 275 a..
En se basant sur la théorie de la réminiscence, Platon condamne l'écriture, qui permet, certes, d'utiliser les textes écrits comme supports matériels de la mémoire, mais diminuerait la mémoire humaine, les humains se reposant plus sur ces outils extérieurs que sur la recherche d'un savoir interne inscrit dans l'âme.
Cette critique peut sembler problématique, parce qu'elle a elle-même lieu dans un texte écrit, et qu'elle est le fait d'un philosophe qui, contrairement à son maître Socrate, a jugé utile de mettre par écrit ses pensées, et qui se serait même occupé de son vivant de sa diffusion écrite. Cependant, Platon livre dans ce passage même une confidence qu’on ne saurait négliger et une explication : 

« [Le philosophe], quand il lui arrive d’écrire, c’est un trésor de remémorations qu’ainsi il se constitue, et à lui-même en cas qu’il arrive à l’oublieuse vieillesse, et à quiconque suit la même piste (276 d). »

 Tel est en effet, dit-il, le divertissement de son existence, confirmant par là le caractère hypomnématique des ouvrages de Platon, qui sont autant de témoignages, dont s’enchantera sa vieillesse, de l’activité généreuse de sa pensée, et qui sont aussi destinés à rappeler aux élèves de l’Académie les discussions avec le maître. D'autre part, la condamnation de Socrate est loin d'être absolue (cf. par ex. 278 a-d, où il affirme qu'on peut appeler « philosophe » celui qui a de la distance par rapport à ses écrits).

#### Une critique de l'écriture? Interprétations diverses
Selon l'interprétation de Jacques Derrida dans La Pharmacie de Platon, envisagé à la lumière de la nature double du pharmakon autant remède que poison, le dialogue entier porterait essentiellement sur l'écriture. Les discours sur l'amour seraient ainsi à rattacher à l'amour de l'écriture et des discours[réf. nécessaire].
En raison de ce « procès de l’écriture », allégué entre autres par Derrida, certains commentateurs au sein de l’École de Tübingen, en particulier les travaux de Hans Krämer (de) et de Konrad Gaiser (de) ont émis l’hypothèse de « doctrines non écrites » (en grec, ágrapha dógmata) de Platon ; Léon Robin évoque cette hypothèse qui « inquiète par son parfum d’ésotérisme » et repose sur le témoignage suspect des Lettres. Cette hypothèse postule que la véritable pensée du philosophe nous serait inconnue car elle n'aurait été transmise que par la parole. Selon cette interprétation rarement soutenue aujourd'hui[réf. nécessaire], les écrits de Platon ne seraient que des « jeux » exercés à partir de cet enseignement oral. S'ils sont qualifiés de « jeux » ou de simulacres, c'est en raison de l'écart ou l'espacement originaire (sans origine donc) au cœur même de l'écriture.
Sarah Kofman, citant Derrida, avance à ce propos que « [l]e signe est séparable du contexte parce que toujours déjà séparé de lui-même, marqué par la trace de l'autre, différent toujours de soi. L'écriture est la différence, l'espacement originaire de soi avec soi : “C'est d'abord l'espacement comme disruption de la présence dans la marque […] que j'appelle ici écriture.” [J. Derrida., Marges…,] p. 390) ». En ce sens, l'écriture qui est la différence est aussi la plus grande menace d'une métaphysique de la présence pleine et de la parole comme d'une auto-affection pure ; violentant l'autorité de la parole vive, blessant en son sein même son soi-disant caractère inébranlable sinon pure. C'est, dirait Derrida, le « risque encouru par le logos, de perdre par écriture, et sa tête et sa queue. » Ainsi, au discours qui, selon le Phèdre, devrait être articulé tel un « corps animé », est greffé une lecture hétéro-affective qui dissémine, celle de Derrida, disloquant la rectitude corporelle du discours en pointant l'altérité radicale qui l'affecte à-même son  « au-dedans »; « L'écriture comme écart originaire est la condition de toute coupure, de toute désarticulation. » Le discours écrit est sans queue, ni tête, sens dessus dessous ; la plus grande menace domestique de la métaphysique de la présence pleine. Kofman, parlant du sophiste, que l'on pourrait associer à Derrida, ajoute :   

« Sa méthode est une technique de désorientation : au moyen de "mille tours par lui machinés" (Rép., 405 c), il fait revenir le logos à l'état de chaos, chaos de la mer ou du Tartare, où toutes directions sont confondues. Tel Hermès, ce dieu retors, qui, pour brouiller les pistes, trace sur le sol un entrelacs de directions opposées, le sophiste, par de multiples procédés, s'efforce toujours de donner au discours deux têtes (au moins) qui le tiraillent en sens contraires. Son discours, contrairement au bon discours du Phèdre, n'a ni queue ni tête ; vrai et faux, être et non-être s'y trouvent étroitement mêlés et confondus. »

L'écriture serait donc essentiellement sophistique, l'écrivain un sophiste et vice versa. Tout passe, dans La pharmacie de Platon par une logique pharmaceutique, plus précisément une logique dit du pharmakon. Derrida décèle une exclusion dans le texte de Platon. Le texte, ce pharmakon, à la fois poison et remède, mais aussi teinture artificielle et maquillage ou encore bouc émissaire serait tant extérieur à soi qu'il faudrait s'en protéger sous l'égide de la parole pleine. Le texte comme un allergène provoquerait un profond malaise chez le philosophe antique ; n'ayant pas d'identité à soi, il déjouerait et menacerait les principes fondamentaux de la logique, plus particulièrement le principe de non contradiction. Ce que Derrida dit et fait, c'est de ramener le pharmakon  à l'intérieur si l'on veut ; il affirme que tout discours est texte donc différance donc désarticulé, donc sophistique, etc. Coups de donc qui ramène la pensée à sa bâtardise, à sa tenue au ras du sol, sans possible rectitude, son état croulant, impossible.
D'autres commentateurs ont mis en question l'idée même que Platon critique dans ce texte l'écriture. Pour Luc Brisson, « la critique de l'écriture par Platon dans le Phèdre n'instaure pas une opposition radicale entre discours parlé et écrit », mais rappelle plutôt la distinction entre information et communication (un texte écrit conserve des informations, mais leur communication n'est pas assurée). Pour Yvon Lafrance, qui s'appuie entre autres sur Brisson, il ne s'agit pas non plus d'opposer l'oralité à l'écriture, mais la logographie (le discours, écrit et oral, tenu devant le juge, et dont Lysias est le représentant) à la philosophie. Il faudrait ainsi lire ce passage en parallèle avec la critique de la rhétorique dans le Gorgias.

#### Loisir et manque de loisir
La σχολή, skholé, le loisir, est un thème nécessaire pour Socrate. À la flânerie absente de soucis, au pouvoir de différer une occupation qui n'en souffrira pas, Platon oppose l’ἀσχολία (227 b), askholia, qui désigne l'absence de loisir qu'implique le travail ; faire de la politique ne laisse pas assez de temps pour pratiquer la philosophie.
Avec Platon s’élabore l’idéal que certains commentateurs appellent « logothéorique », idéal de connaissance et d’existence tout à la fois, constitutif de la philosophie en tant qu’elle est idéaliste. L’écriture constitue une insoutenable déchéance du logos. Elle n’est pas considérée par Platon comme un bon véhicule pour la pensée philosophique, et ce, principalement en raison de sa rigidité. Le discours ne peut pas adapter son contenu selon la disposition intérieure de son auditoire, il ne peut ni distinguer devant qui il est juste de parler ni pénétrer réellement l’âme de ceux à qui il s’adresse. Par ailleurs, Platon évoque le philosophe dialecticien comme l’égal de la divinité. La méthode dialectique devient chez Platon le moyen par lequel l’âme s’élève, par degré, des apparences multiples et changeantes aux Idées - aux essences - modèles immuables dont le monde sensible n’est que l’image, du devenir à l’Être, de l’opinion à la science. Le philosophe parvient à la contemplation de l’Être vrai, qui est nécessairement un, invariable, impérissable et qui n’apparaît pas, mais demeure seulement pensable. Le savoir légué au texte écrit s’expose à un double péril : d’une part, s’il tombe entre les mains d’un auditoire ayant de mauvaises intentions, il risque d’être utilisé à des fins autres que celles prévues au départ, et d’autre part, même s’il s’adresse à un auditoire préparé, sa forme figée ne lui permettra pas de réellement pénétrer ni de transformer l’âme de ceux à qui il s’adresse. Le discours écrit risque de produire des effets plus néfastes que bénéfiques.
Dans la deuxième partie du dialogue, Socrate fixe les buts et modes de la vraie rhétorique : elle doit guider les âmes vers la Beauté et la justice. Cela implique d’une part la connaissance de la vérité et de l’autre, la connaissance de l’âme ; cela implique également, chez l’auteur des discours, d’aimer son auditoire afin de le conduire à la vérité. Le motif de l’amour conçu comme élément nécessaire de toute exposition de notre pensée donne à la parole orale une valeur essentiellement supérieure à celle de la parole écrite. La rhétorique n’est ni une simple pratique de l’argumentation en vue de convaincre un auditoire, de le flatter, ni de triompher dans une discussion ; la rhétorique traditionnelle (dont Lysias est le représentant) tire les âmes vers le bas.